# Щелье (Тверская область)
Щелье — деревня в Кувшиновском районе Тверской области. Входит в состав Тысяцкого сельского поселения.

## География
Находится в центральной части Тверской области на расстоянии менее 1 км (по прямой) на север от города Кувшинова, административного центра района.

## История
Была отмечена еще на карте Менде (состояние местности соответствовало 1848 году). В 1859 году здесь (деревня Новоторжского уезда) было учтено 3 двора. До 2015 года входила в состав Пеньского сельского поселения.

## Население
Численность населения составляла 53 человека (1859 год), 52 (русские 94 %) в 2002 году, 55 в 2010.